# Chilwameer
Het Chilwameer (Engels: Lake Chilwa) is een meer in de Grote Slenk in zuidelijk Afrika. Het is na het Malawimeer het grootste meer in en van Malawi. Het centrale deel van het meer bevindt zich in het oosten van het zuidoostelijk district Zomba, tegen de landsgrens met Mozambique, op een hoogte van 627 meter. De noordelijke en zuidelijke uitlopers van het meer liggen respectievelijk in de districten Machinga en Phalombe.
Het meer is ongeveer 60 km lang en 40 km breed op zijn breedste punt, en beslaat een oppervlakte van ongeveer 1.200 m². Het meer heeft een sterk fluctuerende diepte, die zelden de vijf meter overstijgt. Het Chilwameer is omgeven door uitgestrekte draslanden. Er is een groter eiland tegen de westelijke oevers, het Chisi-eiland en een klein eiland in het midden van het meer, Thongwe. Het meer heeft geen afvoer en vormt dus een endoreïsch of gesloten bekken en het waterpeil wordt sterk beïnvloed door de seizoensregens en de verdamping in de zomer. In 1968 verdween het meer tijdens uitzonderlijk droog weer. Toen de Schotse ontdekkingsreiziger en missionaris David Livingstone het meer in 1859 bezocht, meldde hij dat de zuidelijke oevers van het meer tot aan de voet van het Mulanjemassief reikten, waardoor het meer minstens in een richting 32 kilometer groter was dan in hedendaagse tijden het geval is.
Het meer en de omliggende aangelanden zijn erkend als Ramsar-drasland. Het Deense Internationale Ontwikkelingsagentschap heeft zich, in samenwerking met de regering van Malawi, ingezet voor het behoud van het meer en zijn drasland. Het Lake Chilwa Basin Climate Change Adaption Programme (LCBCCAP) is opgezet voor het behoud van het kwetsbare gebied, dat niet alleen een belangrijk wetland is voor de plaatselijke fauna, maar ook een belangrijke bron voor visproducten in de regio.

## Fauna
De meest voorkomende vissoorten van het Chilwameer zijn Barbus paludinosus, Oreochromis shiranus chilwae (cichliden), Afrikaanse meervallen (Clarias gariepinus), Brycinus imberi en Gnathonemus. Het meer voedt een watervogelpopulatie van ongeveer 1,5 miljoen vogels bestaande uit ongeveer 160 verschillende soorten. Sommige daarvan migreren elk jaar langs de Aziatisch - Oost-Afrikaanse trekroute vanuit Siberië. Met twaalf vogelsoorten is dit aantal meer dan 1% van de totale trekvogel-populatie. De omringende menselijke bevolking heeft een hoge en groeiende bevolkingsdichtheid en op watervogels wordt gejaagd voor voedsel wanneer het waterpeil laag is en vissen problematisch is. Er worden pogingen ondernomen om de jacht op een duurzame manier te laten verlopen.

## Economie
Ongeveer 335 dorpen met meer dan 60.000 inwoners houden zich bezig met de visvangst op het meer, en halen jaarlijks meer dan 17.000 ton binnen, 20% van alle vis die in Malawi gevangen wordt.
- Gemeinsame Normdatei: 4098951-3
- Library of Congress Control Number: sh95001813
- Nationale Bibliotheek van Israël: 987007537125905171
- Virtual International Authority File: 235053363